# Città di Hobsons Bay
La città di Hobsons Bay è una Local Government Area che si trova nello Stato di Victoria. Essa si estende su una superficie di 65 chilometri quadrati e ha una popolazione di 83.863 abitanti. La sede del consiglio si trova a Altona.